# Bedřich (pražský biskup)
Bedřich I. (původně Bedřich z Puttendorfu, německy Friedrich I., * kolem roku 1117 - 31. ledna 1179) byl 14. pražský biskup.

## Život
Bedřich byl syn falckraběte Fridricha IV. a snad byl též příbuzensky spjat s českou královnou Juditou Durynskou. Byl řeholním kanovníkem premonstrátského řádu v Magdeburku a později přesídlil do Strahovského kláštera.

### Biskupem
Po smrti zvoleného, avšak nevysvěceného pražského biskupa Gotpolda, byl Bedřich za podpory královny Judity roku 1169 zvolen za jeho nástupce. Není známo, kým a kde byl vysvěcen na biskupa.
Doba Bedřichova episkopátu byla politicky neklidná. V roce 1172 se kníže Vladislav II. (od roku 1158 také král) vzdal trůnu ve prospěch svého syna Bedřicha. Jelikož si však k tomuto aktu neobstaral souhlas císaře Fridricha Barbarossy, musel kníže Bedřich odstoupit. Nový kníže Soběslav II., jemuž císař udělil pouze knížecí titul, knížete Bedřicha vyhnal.
Jelikož byl biskup Bedřich stoupencem krále Vladislava a jeho syna Bedřicha, stal se u nového knížecího dvora neoblíbeným a jelikož biskup neovládal místní jazyk, nebyl příliš oblíbený ani u českého lidu. Vztahy mezi biskupem a panujícím knížetem Soběslavem se ještě zhoršily poté, co papež Alexandr v roce 1177 knížete exkomunikoval, neboť při svém válečném tažení v Dolních Rakousích pustošil kostely.
Návratu vyhnaného knížete Bedřicha a udělení mu císařského léna se však již nedočkal, neboť zemřel o několik měsíců dříve, 31. ledna roku 1179.

## Hrob
Bedřich byl pohřben do biskupské krypty v katedrále sv. Víta za oltářem sv. Víta, fragmenty ostatků byly nalezeny při průzkumu roku 1928 a uloženy ve sbírkách Pražského hradu.